# 名越啓介
名越 啓介（なごし けいすけ、1977年12月2日 - ）は、日本の写真家。奈良県出身。大阪芸術大学卒。

## 略歴
絵の才能を生かして入学した大阪芸術大学では、環境計画を専攻していたが、19歳の時に偶然知人にカメラをもらったことがきっかけで写真に出会う。
単身渡米し、スクワッター（不法占拠者）と共同生活をしながら撮影した体験が原点となり、それ以降、被写体と同じものを食べて共に暮らすというスタイルをとり続けている。
その後、アジア各国を巡り、2006年に写真集『EXCUSE ME』を発表。その後も写真集『SMOKEY MOUNTAIN』、『CHICANO』、『THE BLOOD OF REBIRTH』、『BLUE FIRE』、『Sing Your Own Story』『バガボンド インド・クンブメーラ 聖者の疾走』などをリリース。
はじめて国内を題材にした『Familia 保見団地』では『写真の会』賞を受賞。
2015年にはテレビ『クレイジージャーニー』（TBS系列）に出演。普段と変わらぬ飄々とした口調で自分の珍しい体験を話し、松本人志に「今までで一番クレイジーやな」と驚かれる。
2021年4月、最新写真集『ALL.』発売。

## 人物
- 自身の撮影スタイルについて「普段ずっとセーブしているものが、感情が、ぜんぶ豊かに出せる環境を作ってくれるような場所、そういう場所を自分なりに選んで、撮っているというのはあるんでしょうね。あんまり、自分の写真で「世の中がどう」とか「こんな問題が云々」とか、そういうの伝えたいわけじゃないんでね。それより「あっ、こんな奴いるで！」とか、そういう撮影がしたいんです。自分はそういう物事の方が感動できるし、そういうものをみたいと思っているから。」と述べている[4]。

## 写真集
- 『WEST SIDE』（角川書店／2002年）
- 『EXCUSE ME』（TOKIMEKIパプリッシング／2006年）
- 『CHICANO』（東京キララ社／2009年）
- 『THE BLOOD OF REBIRTH』(USEN／2009年）
- 『SMOKEY MOUNTAIN』（赤々舎／2011年）
- 『笑う避難所』（集英社新書／2012年）
- 『BLUE FIRE』（少年写真クラブ／2013年）
- 『Sing Your Own Story』山口冨士夫（ルーフトップ／ロフトプソクス／2014年）
- 『Familia保見団地』(Vice Media Japan／2016年）
- 『バガポンドインド・クンプメーラ聖者の疾走』（ イースト・プレス／2019年）
- 『ALL.』（CONVOY & FUNK.CO／2021年）

## 受賞歴
- 2017年『Familia保見団地』写真の会賞受賞